# Nicolas Eymeric

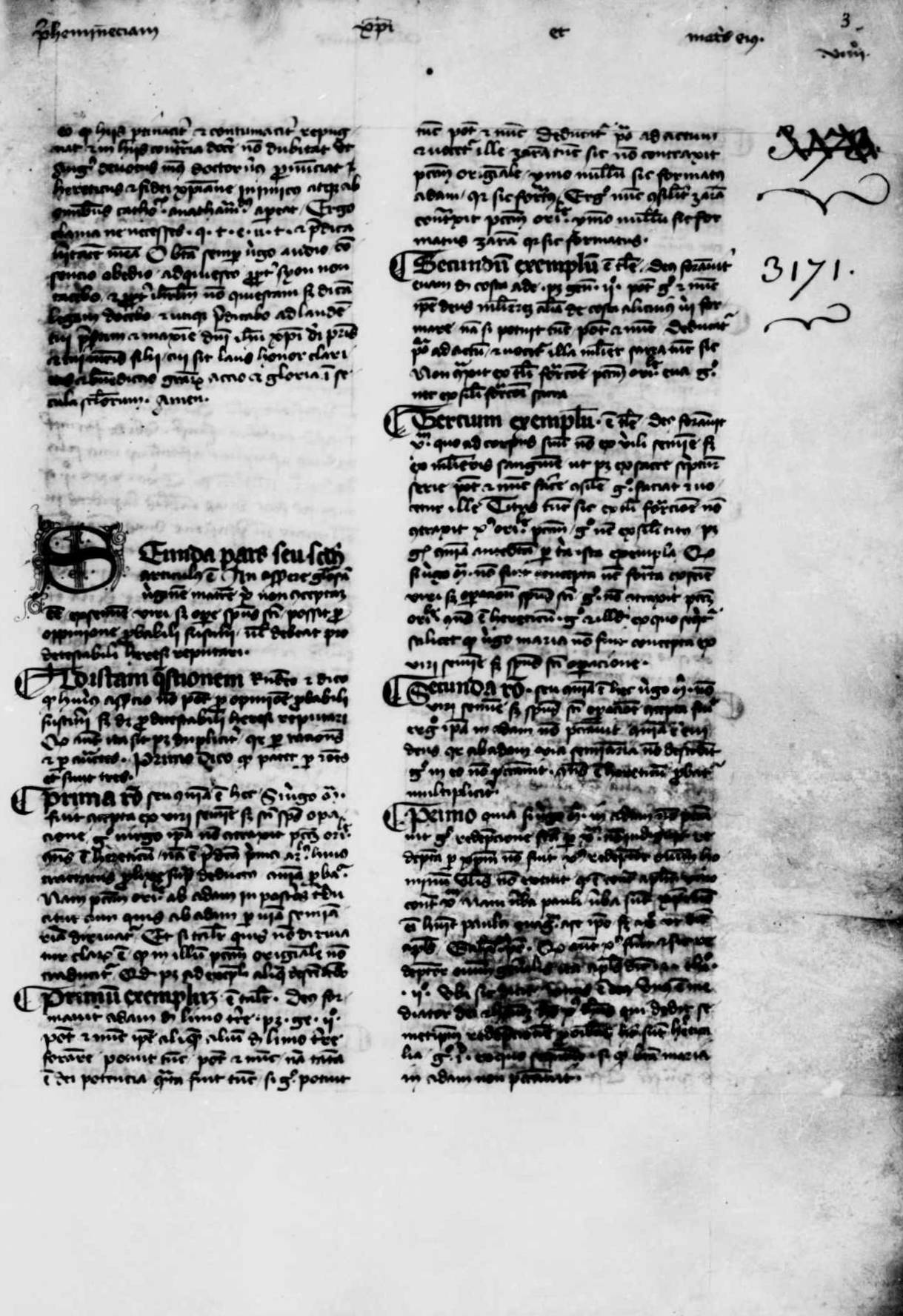
Zbiór 13 traktatów napisanych przez Eymericha. Rękopis, XIV–XV wiek. Paryż, Bibliothèque nationale de France.

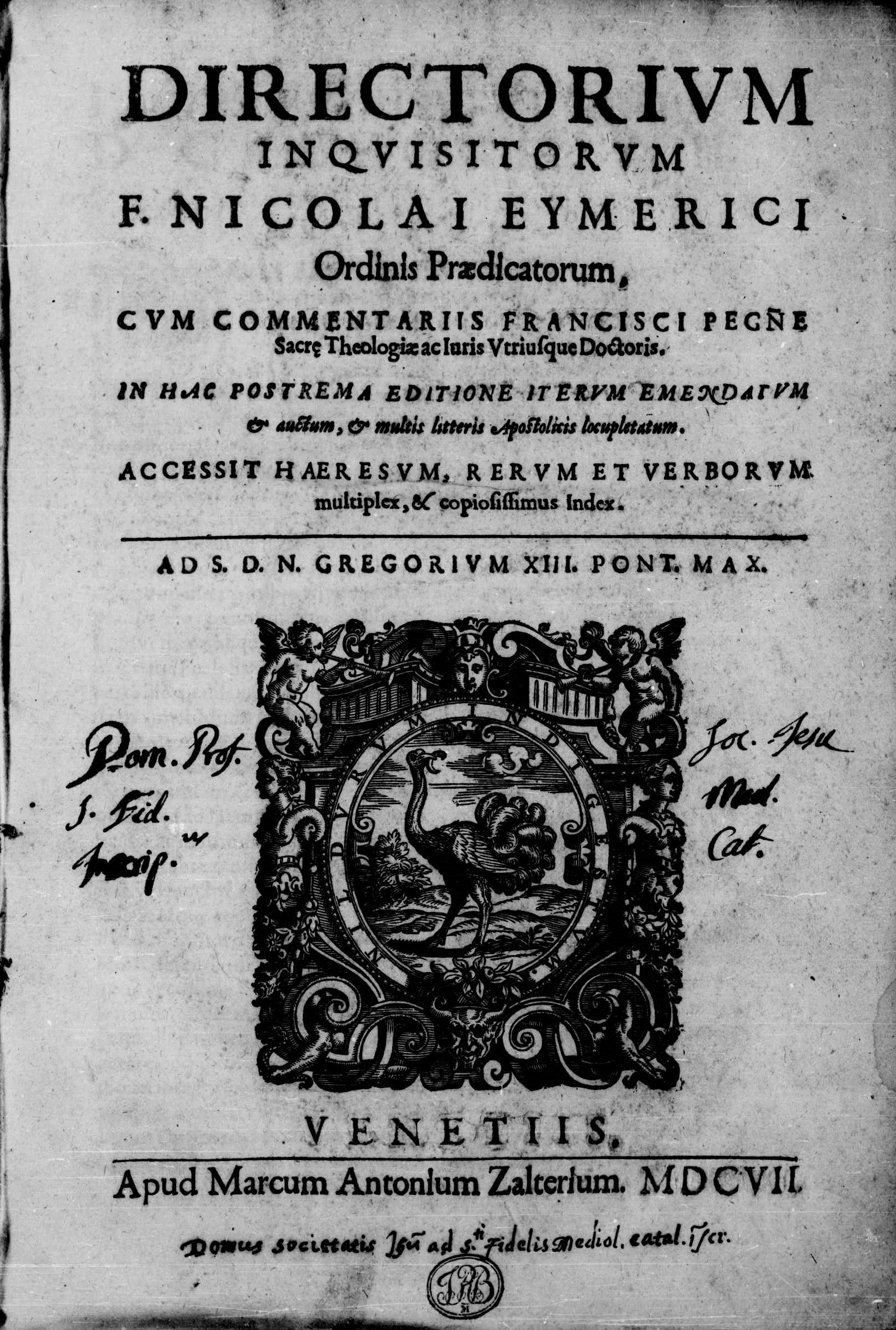
Directorium inquisitorum

Nicolas Eymeric (ur. ok. 1316 – zm. 4 stycznia 1399) – aragoński dominikanin, inkwizytor i teolog, autor podręcznika dla inkwizytorów Directorium Inquisitorum.

## Życiorys
Pochodził z Girony w Katalonii i 4 sierpnia 1334 wstąpił do miejscowego klasztoru dominikanów. Studiował w Tuluzie i Paryżu, uzyskując tytuł doktora teologii (1352). Na początku 1357 został mianowany jednym z inkwizytorów generalnych królestwa Aragonii. Jego nominacja niemal od początku była kontestowana i w rezultacie w 1360 zrezygnował. W 1362 kapituła generalna zakonu w Ferrarze mianowała go wikariuszem aragońskiej prowincji zakonnej. Krótko potem Eymeric był jednym z kandydatów na prowincjała Aragonii; jego rywalem był Bernard Ermengaudi (również inkwizytor). Wobec niemożności osiągnięcia kompromisu przez aragońskich dominikanów papież Urban V mianował prowincjałem Jaume Domènecha, inkwizytora królestwa Majorki.
Wkrótce Eymeric odzyskał urząd inkwizytora (być może już w 1361, z pewnością w 1365). Był przeciwnikiem popieranych przez dwór królewski nauk Rajmunda Lullusa (zm. 1315), dopatrując się w nich wielu herezji. Doprowadziło to do licznych konfliktów między nim a królem Piotrem IV, a potem jego następcą Janem I. Sojusznikiem króla był rywal Eymerica, inkwizytor Bernard Ermengaudi. Dwukrotnie (1376–1378 i 1393–1397) Eymeric musiał udawać się na wygnanie na dwór papieski w Awinionie.
Nicolas Eymeric był obecny w Rzymie podczas Konklawe w kwietniu 1378, które zapoczątkowało wielką schizmę zachodnią w Kościele katolickim. Eymeric zdecydowanie opowiedział się przeciwko legalności wyboru Urbana VI i pozostał gorącym zwolennikiem wybranego we wrześniu 1378 antypapieża Klemensa VII, a później także jego następcy (od 1394) Benedykta XIII.
Nicolas Eymeric zmarł 4 stycznia 1399 w konwencie dominikańskim w Gironie, dokąd powrócił w 1397.

## Działalność inkwizytorska
Z uwagi na zaginięcie archiwów inkwizycji aragońskiej z XIV wieku niewiele wiadomo o działalności inkwizycyjnej Eymerica. Na podstawie jego własnych pism oraz wzmianek w innych źródłach wiadomo, że spalił on co najmniej jednego heretyka (Mikołaja z Kalabrii, ok. 1357) i skazał na wieczne więzienie co najmniej trzy inne osoby (Bartolo Janevisio ok. 1369, oskarżony o magię żyd Astrucchio de Piera ok. 1371 i ksiądz Pedro de Ceplanes z Walencji ok. 1390). Śledztwo przeciwko zwolennikom teorii Rajmunda Lullusa w Walencji na początku lat 90. XIV nie zakończyło się wyrokami z powodu interwencji króla Jana I, która doprowadziła do wygnania Eymerica z Aragonii.
Wiadomo też, że Eymeric prowadził procesy przeciwko nekromantom, którym skonfiskował i spalił grimuary takie jak Stół Salomona czy Skarbiec nekromancji. O tych procesach jednak nic bliżej nie wiadomo.

## Dzieła
Eymeric jest autorem jednego z najbardziej znanych i swego czasu najszerzej rozpowszechnionych podręcznika dla inkwizytorów, zatytułowanego Directorium Inquisitorum. Został on ukończony około 1376, a wydano go drukiem w 1503 w Barcelonie, w 1578, 1585 i 1587 w Rzymie oraz w 1595 i 1607 w Wenecji.
Oprócz Directorium Inquisitorum Eymeric napisał także wiele innych prac teologicznych, prawniczych i polemicznych, m.in.:
- Tractatus contra daemonum invocatores  (1369), dzieło wymierzone przeciwko adeptom magii rytualnej
- Tractatus de potestate papali (1383), dzieło dedykowane Klemensowi VII
- Tractatus contra doctrinam Raymundi Lulli, dzieło polemiczne przeciwko poglądom Rajmunda Lullusa, dedykowane Klemensowi VII
- Dialogus contra Lullistas, dzieło polemiczne przeciwko poglądom Rajmunda Lullusa.